# Josef Lehoučka
Josef Lehoučka (12. července 1923, Praha – 7. prosince 1999, Praha) byl český malíř a grafik, člen skupin Jantar a Máj 57.

## Život
V letech 1945–1950 studoval na Vysoké škole uměleckoprůmyslové v Praze u Františka Tichého. Přátelil se se Zbyňkem Sekalem, Stanislavem Podhrázským a Emilou Tláskalovou. Spolu s ní, Jánem Šmokem a Dagmar Hochovou byl v letech 1945–1946 členem tvůrčí skupiny Jantar. Emilu seznámil s Mikulášem Medkem. Po absolvování studia se živil jako propagační referent, keramik a až do začátku 60. let pracoval v ČKD Sokolovo jako jeřábník.
Poprvé samostatně vystavoval roku 1962 v klubu umělců Mánes a roku 1964 v Alšově síni Umělecké besedy. Zúčastnil se poslední výstavy skupiny Máj roku 1964 a s Čeňkem Pražákem spoluorganizoval výstavu Máje v rakouském Linci roku 1967. Malbě se začal soustavně věnovat až od roku 1967. Byl zastoupen na výstavě 300 malířů, sochařů, grafiků 5 generací k 50 létům republiky, na zahajovací výstavě Galerie Nová síň roku 1968 a na výstavách českého moderního umění v San Marinu (Vª biennale internazionale d´arte contemporanea della Repubblica di San Marino, 1965), Sopotech (1967) a Basileji (1969). Za normalizace měl v Čechách jedinou výstavu v mělnické Galerii ve věži roku 1983. Lehoučkovy obrazy byly znovu vystaveny až po pádu komunistického režimu na výstavách Umění zrychleného času. Česká výtvarná scéna 1958–1968 (1999–2000) a bilanční výstavě Skupiny Máj 57 (Pražský hrad, 2007)
Zemřel v Praze roku 1996 ve věku 76 let. Byl zpopelněn a jeho popel rozptýlen na hřbitově Malvazinky.

## Dílo
Lehoučku silně ovlivnil profesor Tichý svým vztahem k reálnému světu i vytříbeným citem pro kulturu malířského přednesu. Jeho dílo propojuje sen a skutečnost a lze ho zařadit k fantazijnímu realismu nebo veristickému surrealismu. V metafyzických krajinách a zátiších, inspirovaných surrealismem, se objevují prvky průmyslového prostředí a nejrůznější profánní předměty a geometrické útvary. Jako malíř si vyhradil právo na uměleckou svobodu a zůstal solitérem mimo hlavní proudy. Přestože čerpal z nejrůznějších podnětů světové malby, nikdy nezapřel společné surrealistické východisko a rozšiřoval tuto inspiraci o nové souvislosti.
Jeho raná díla z 50. let ovlivněná civilismem jsou převážně figurální a pokoušejí se o jakýsi výtvarný pseudonaivismus (Pes v parku, U stolečku). V cyklu Továren z počátku 60. let uplatnil svoji schopnost inženýrsky přesného záznamu tvarů a jejich básnivé transpozice do mnohovýznamového výtvarného znaku (Výstražná světla, 1961, Hala, 1961, Dva jeřáby, 1961). V tom měly jeho obrazy blízko k Miróovi nebo Légerovi.
Lehoučkova samostatná výstava roku 1964 se stala pro výtvarnou kritiku překvapením. Po nedobrovolné praxi v továrně se tématem jeho obrazů stalo prostředí plné velkých a těžkých kovových předmětů, jejich rez i lesk. Zprvu je v obrazech užíval spíše popisně, ale postupně došel k vytváření nových významových symbolů a jejich poetické vazbě (Hák kladivo, 1964). Ve spojení s kultivovaným malířským přednesem se tyto znaky stávají metaforou skutečnosti a zesilují emocionální náboj obrazů.
Následoval cyklus Rodinných portrétů jak přechodné období strukturální abstrakce (Variace na známé téma, Struktura, 1967), v němž kladl důraz na texturu povrchu. Ve druhé polovině 60. let se jeho malba pohybuje mezi objektivistickou tendencí a důrazem na prvky skutečnosti, které lze zužitkovat čistě výtvarným způsobem, a tendencí imaginativní, která do jeho malby vnáší cosi pochybovačného a znepokojujícího. Na okupaci v srpnu 1968 reagoval obrazem Terč (1968).
Pro Lehoučkovy obrazy z pozdějších období se staly charakteristické geometrické předměty, ze kterých sestavuje zátiší nebo je umisťuje do surrealistických krajin. Využívá přitom i charakteristické metody surrealistů jako dekalk (Osmá poznámka k Seriálu o naději, 1970). V 70. letech, poznamenaných uměleckou izolací a nemožností vystavovat, se v obrazech objevují trny a bodce, podobné dílům Aleše Veselého, modrá barva a téma Golgoty. V obrazové ploše často umisťuje i útržky látek a kusy džínoviny (Golgota po ránu, 1977, Modrá variace, 1978), zabývá se monotypy a koláží. Tematicky jde většinou o krajiny krajiny, v rozmezí od mírně stylizovaných realistických pohledů s chalupami až po geometrickou abstrakci.
V devadesátých letech převažují v jeho díle zátiší komponovaná ve zvláštním divadelním prostoru nebo v průhledu do krajiny. Jejich součástí je ovoce, vajíčka, svícny a jako zvláštní znak, který nechybí téměř v žádném z Lehoučkových obrazů, ostrý hranol nebo skupina hranolů symbolizující transcendenci (Piják času, 1992).

### Zastoupení ve sbírkách
- Národní galerie v Praze
- Alšova jihočeská galerie v Hluboké nad Vltavou
- Galerie moderního umění v Hradci Králové
- Severočeská galerie výtvarného umění v Litoměřicích
- Galerie středočeského kraje (GASK) v Kutné Hoře
- Oblastní galerie Vysočiny v Jihlavě

### Výstavy

#### Autorské
- 1962 klub Mánes, Praha
- 1963 Městské divadlo Kolín
- 1964 Josef Lehoučka: Obrazy, Alšova síň Umělecké besedy, Praha
- 1983 Josef Lehoučka: Obrazy, Galerie ve věži, Mělník (Mělník)
- 1992 Galerie Platýz, Praha
- 1994 Galerie Platýz, Praha
- 1999 Galerie Vltavín, Praha

#### Společné (výběr)
- 1958/1959 Umění mladých výtvarníků Československa 1958. Obrazy a plastiky, Jízdárna Pražského hradu, Praha, Dům umění města Brna
- 1965 Výtvarní umělci k výročí 20 let ČSSR, Jízdárna Pražského hradu, Praha, Dom kultúry, Bratislava
- 1965 Vª biennale internazionale d´arte contemporanea della Repubblica di San Marino, Palazzo Kursaal, San Marino
- 1966 Jarní výstava 1966, Mánes, Praha
- 1966 Výtvarné antiteze, Galerie bratří Čapků, Praha
- 1967 Socha a kresba, Mánes, Praha
- 1967 1. pražský salon, Bruselský pavilon, Praha
- 1967 Współczesna plastyka z Pragi, Galeria Sztuki BWA, Sopot
- 1968 Současné československé výtvarné umění, Galerie Týdny v ateliéru, Praha
- 1968 Zahajovací exposice, Galerie Nová síň, Praha
- 1968 300 malířů, sochařů, grafiků 5 generací k 50 létům republiky, Praha
- 1969 Ausstellung tschechischer Künstler, Galerie Riehentor, Basilej
- 1973 galerie zámku Stein am Rhein
- 1981 Galerie am Hinderberg, Curych
- 1999/2000 Umění zrychleného času. Česká výtvarná scéna 1958–1968, Praha, Galerie výtvarného umění v Chebu
- 2007 Skupina Máj 57, Pražský hrad, Císařská konírna, Praha
- 2013 Od informelu k figuře, Galerie Slováckého muzea, Uherské Hradiště
- 2016/2017 Stejně jsme se sešli, Galerie Mona Lisa, Olomouc

### Katalogy
- Josef Lehoučka: Obrazy, text Miloslav Chlupáč, Alšova síň Umělecké besedy, Praha
- Josef Lehoučka: Obrazy, text Irina Šabovičová, Galerie ve věži, Mělník 1983
- Tvůrčí skupina Máj, Galerie Nová síň, Praha 1964
- Vª biennale internazionale d´arte contemporanea della Repubblica di San Marino, kolektiv autorů, 307 s., San Marino 1965
- I. pražský salon, Svaz československých výtvarných umělců, Praha 1967
- Socha a kresba, text Eva Petrová, Svaz československých výtvarných umělců, Praha 1967
- Współczesna plastyka z Pragi: XX. Festival Sztuk plastycznych Sopot 1967, text Josef Němec, 48 s., Svaz československých výtvarných umělců, Biuro wystaw artystycznych 1967
- Umění zrychleného času: Česká výtvarná scéna 1958–1968, kolektiv autorů, 147 s., Praha 1999